# Madge Shelton
Margaret "Madge" Shelton, troligen död före år 1555, var en engelsk hovdam. Tillsammans med sin syster Mary Shelton, med vilken hon ofta har förväxlats, har hon utpekats som älskarinna till kung Henrik VIII (1535).

## Biografi
Madge Shelton var dotter till John Shelton och hovdamen Anne Shelton (född 1475, död 1555). Anne Shelton var dotter till William Boleyn och lady Margaret Butler, vilket innebar att hennes farbror var Thomas Boleyn, far till drottning Anne Boleyn. Systrarna Shelton och Anne Boleyn var alltså kusiner.
Det har hävdats i historien att en av systrarna Shelton hade en affär med Henrik VIII, under loppet av ungefär sex månader med start i februari 1535. Den ursprungliga källan till denna uppgift var den kejserlige ambassadören Eustace Chapuys.
Oftast har det påståtts att denna älskarinna var Margaret, men den senaste forskningen pekar på att det finns en möjlighet att det var Mary Shelton som var kungens älskarinna, och att det även senare gick rykten om att hon var ämnad att bli kungens fjärde hustru, då äktenskapet med Anna av Kleve visade sig misslyckat. Sammanblandningen av systrarna ska ha berott på att den spanske ambassadören hade en svårläslig handstil där "Marg SHelton" lika gärna kunde utläsas "Mary Shelton". Några historiker har även hävdat att Margaret och Mary egentligen var samma person, och att föreställningen om två systrar är en missuppfattning av källorna.